# Irish National Federation
L'Irish National Federation (INF) fu un partito politico nazionalista irlandese.
Fu fondato nel 1891 da ex membri dell'Irish National League (INL), che avevano lasciato il Partito Parlamentare Irlandese (IPP) in segno di protesta per il rifiuto di Charles Stewart Parnell di dimettersi dalla guida del partito a seguito del suo coinvolgimento nel divorzio di Katharine O'Shea, la moglie separata di un collega deputato con il quale aveva avuto una relazione di lunga data. 
Il gruppo, che divenne noto come la fazione anti-Parnellita, fu guidato prima da Justin McCarthy, poi da John Dillon. L'INF fu sostenuto dal clero cattolico, che influenzò fortemente le elezioni generali nel Regno Unito del 1892, quelle del 1895 e le elezioni suppletive del periodo.
L'INF declinò dopo che la United Irish League (UIL), che tentava la riunificazione dei partiti, fu fondata nel 1898 da William O'Brien. Di conseguenza, nel 1900 la Federazione si unì all'UIL nella fusione con l'INL sotto la guida di John Redmond, in un nuovo partito parlamentare irlandese.